# 卡斯柏·荷爾斯泰因
卡斯柏·荷爾斯泰因（Casper Holstein，1876年12月7日—1944年4月5日）是一名在哈林文藝復興時期參與哈林區「彩票賭博」的著名紐約黑幫。他和他非經常的對手史蒂芬妮·聖克萊一起負責在1915年彼得·H·馬修被定罪的八年缺席後將非法賭博帶回給街坊。荷爾斯泰因被稱為「小球之王」（Bolito King）。

## 早年
荷爾斯泰因出生於丹屬西印度群島的聖克羅伊島，混有非洲和丹麥血統，他於1894年與他的母親一起搬到紐約市。他的父親是一名擁有土地的有色人種的人，是丹屬西印度群島殖民民兵的一名丹麥軍官的兒子。荷爾斯泰因在布魯克林高中學校畢業後，他入伍美國海軍。在第一次世界大戰期間，他重訪了他在駐紮期間已經成為美屬處女群島地方的出生地。戰後，荷爾斯泰因在曼哈頓擔任門警和看門人，最終成為一名信差，然後在華爾街的商品經紀業擔任信差頭頭。

## 禁酒令與晚年
到1920年代末，荷爾斯泰因已經成為哈林區眾多政策運營商中的主要人物。雖然他和對手史蒂芬妮·聖克萊聲稱「發明」了「彩票賭博」選擇獲勝號碼的方式，但是他們兩個的聲稱長期以來一直存在爭議，他控制了大量的彩票運行業務，還有夜總會和其他合法的生意。他的收入在高峰時每天高達12,000美元，而他在財富方面很大方。根據《紐約時報》的報導，他是「哈林區最喜愛的英雄」，原因是他的財富、體育傾向和善心環繞在他的社區。

## 被綁架
1928年，他被五名白人男子綁架，他們要求贖金30,000美元。三天後他被釋放，堅持沒有支付過贖金。該事件從來沒有被解釋。

## 流行文化
HBO的時代犯罪電視劇《酒私風雲》第4季中，由傑佛瑞·懷特扮演的角色華倫汀·納西斯的靈感就是來自荷爾斯泰因。

## 外部連結
- (PDF).   [2017-05-14]. （原始内容存档 (PDF)于2020-10-20）. (88.8 KiB) by Sara Smollett